# Calumet megye
Calumet megye az Amerikai Egyesült Államokban, azon belül Wisconsin államban található. Megyeszékhelye Chilton. Lakosainak száma 52 442 fő (2020. április 1.). Calumet megye Brown, Manitowoc, Sheboygan, Fond du Lac, Winnebago és Outagamie megyékkel határos.

## Népesség
A megye népességének változása:
| Lakosok száma | 49 023 | 49 675 | 49 666 | 49 617 | 49 762 | 52 442 |
|               | 2010   | 2011   | 2012   | 2013   | 2015   | 2020   |